# Nové Strašecí
Nové Strašecí là một thị trấn thuộc huyện Rakovník, vùng Středočeský, Cộng hòa Séc.